# Gustav Adolf Bernd

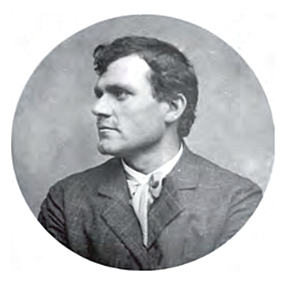
Adolf Bernd, um 1900

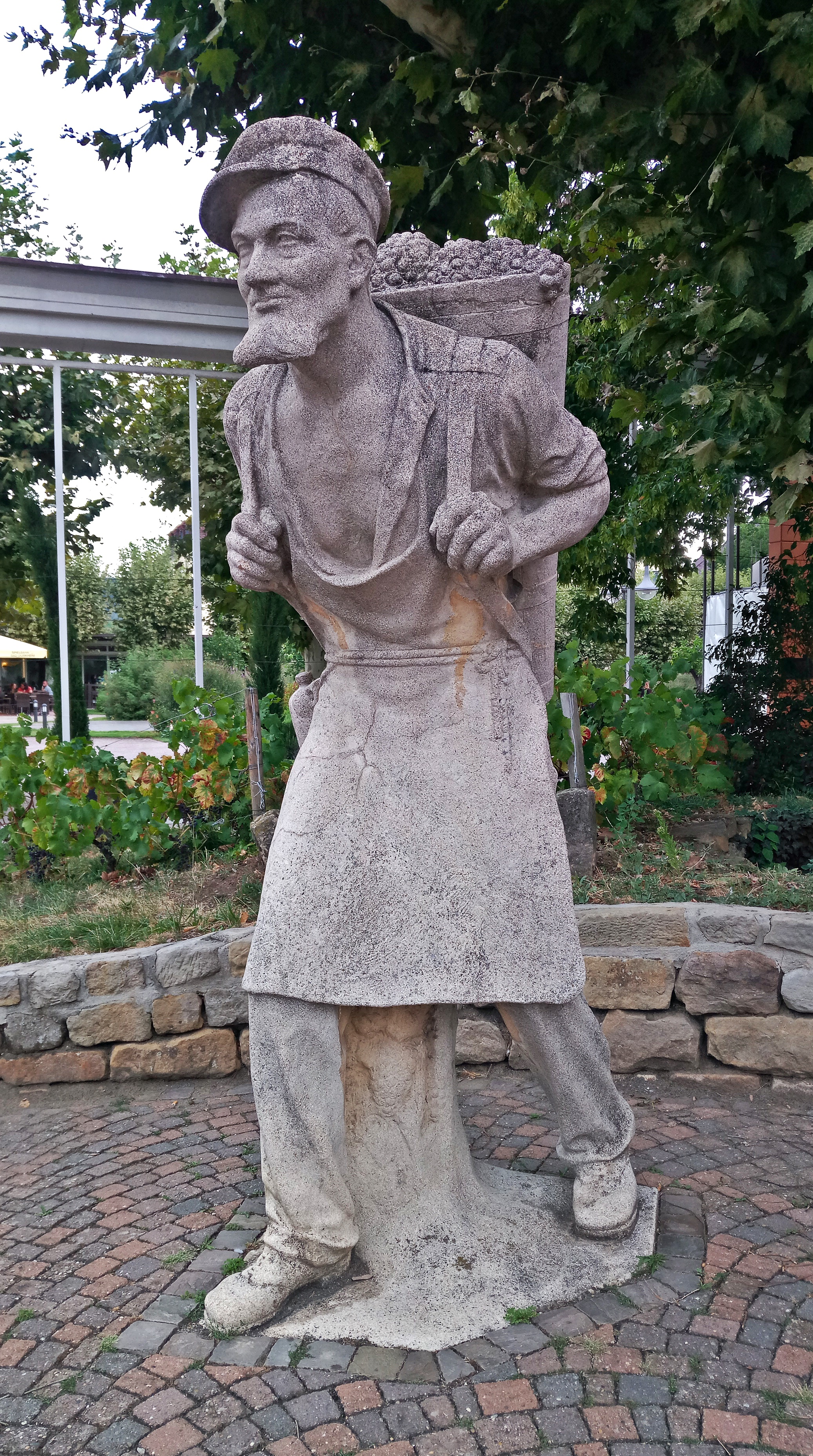
Winzerfigur in Bad Dürkheim

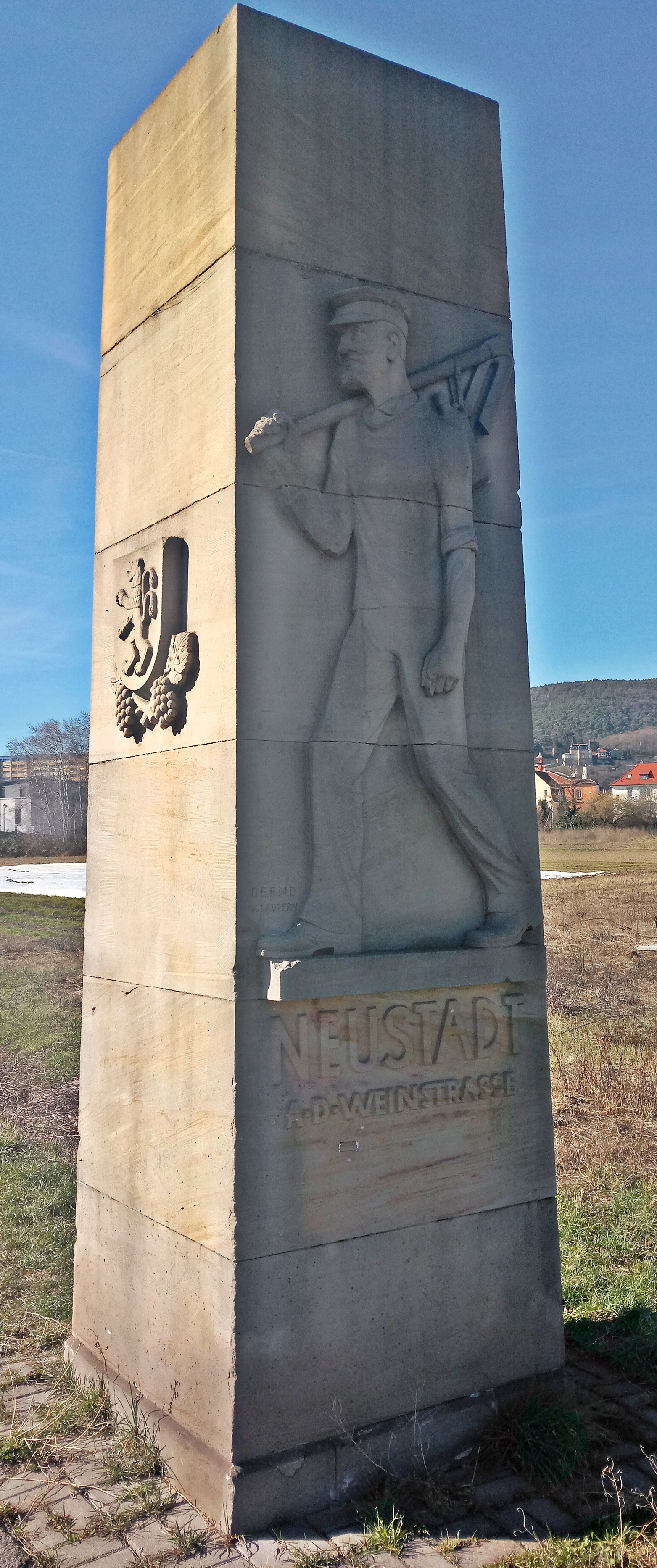
Winzerstele am nördlichen Ortseingang von Neustadt (Weinstraße)

Gustav Adolf Bernd (* 15. Oktober 1869 in Odenbach; † 12. April 1942 in Kaiserslautern) war ein deutscher Bildhauer und Steinmetz.

## Leben und Wirken
Adolf Bernd wurde geboren als Sohn eines Schmieds; die Familie verzog 1879 von Odenbach nach Kaiserslautern. Hier lehrte sein älterer Bruder Heinrich Bernd Bildhauerei an der Königlichen Kreis-Baugewerkschule Kaiserslautern.
Dort besuchte Gustav Adolf Bernd die Volksschule und trat mit 14 Jahren in die Baugewerkschule ein, wo sein Bruder lehrte. Er besuchte die Klasse für Holzschnitzer und Steinbildhauer. Der Bruder förderte ihn, denn er hatte sein Talent schon erkannt, als er in seiner Kindheit beim Hüten des Viehs oft aus Lehm Figürchen von erstaunlicher Kunstfertigkeit modelliert hatte. Mit 18 Jahren ging Adolf Bernd 1887 an die Münchner Kunstakademie, wo Wilhelm von Rümann sein Lehrer wurde. 1892 kehrte er nach Kaiserslautern zurück und unterrichtete ebenfalls an der Kreis-Baugewerkschule. 1895 machte er sich selbstständig und hatte ein Bildhaueratelier im Haus Parkstraße 77 (mit reichem figürlichem Schmuck von seiner Hand), später an der Mannheimer Straße.
1937 war er mit einer Büste auf der Großen Deutschen Kunstausstellung vertreten.
Er starb 1942 in Kaiserslautern.

## Werk
Gustav Adolf Bernd schuf in der Pfalz viele Skulpturen im öffentlichen Raum und für öffentliche Gebäude. Sein wohl bekanntestes Werk ist die überlebensgroße Figur eines Winzers neben dem Kurhaus Bad Dürkheim (1936). Sie wurde im Zweiten Weltkrieg stark beschädigt und deshalb von seinem Sohn Werner Bernd (1911–2002) originalgetreu nachgefertigt. Auch das Hauptportal der Festhalle Landau, das Schillerdenkmal in Oggersheim (1907, nur Sockel erhalten), das Kriegerdenkmal in Steinbach am Donnersberg, das Kriegerdenkmal in Erfenbach, der Spittelbrunnen in Kaiserslautern und die markante Winzerstele am nördlichen Ortseingang von Neustadt an der Weinstraße gehören zu seinen Werken. Zum Kaiserslauterer Albrechtsbrunnen seines Bruders Heinrich Bernd schuf Gustav Adolf Bernd 1911 die krönende Plastik „Knabe mit Ferkel“, die das einst vom König verbriefte Recht symbolisiert, die Schweine der Einwohner zur Mast in den Wald treiben zu dürfen.

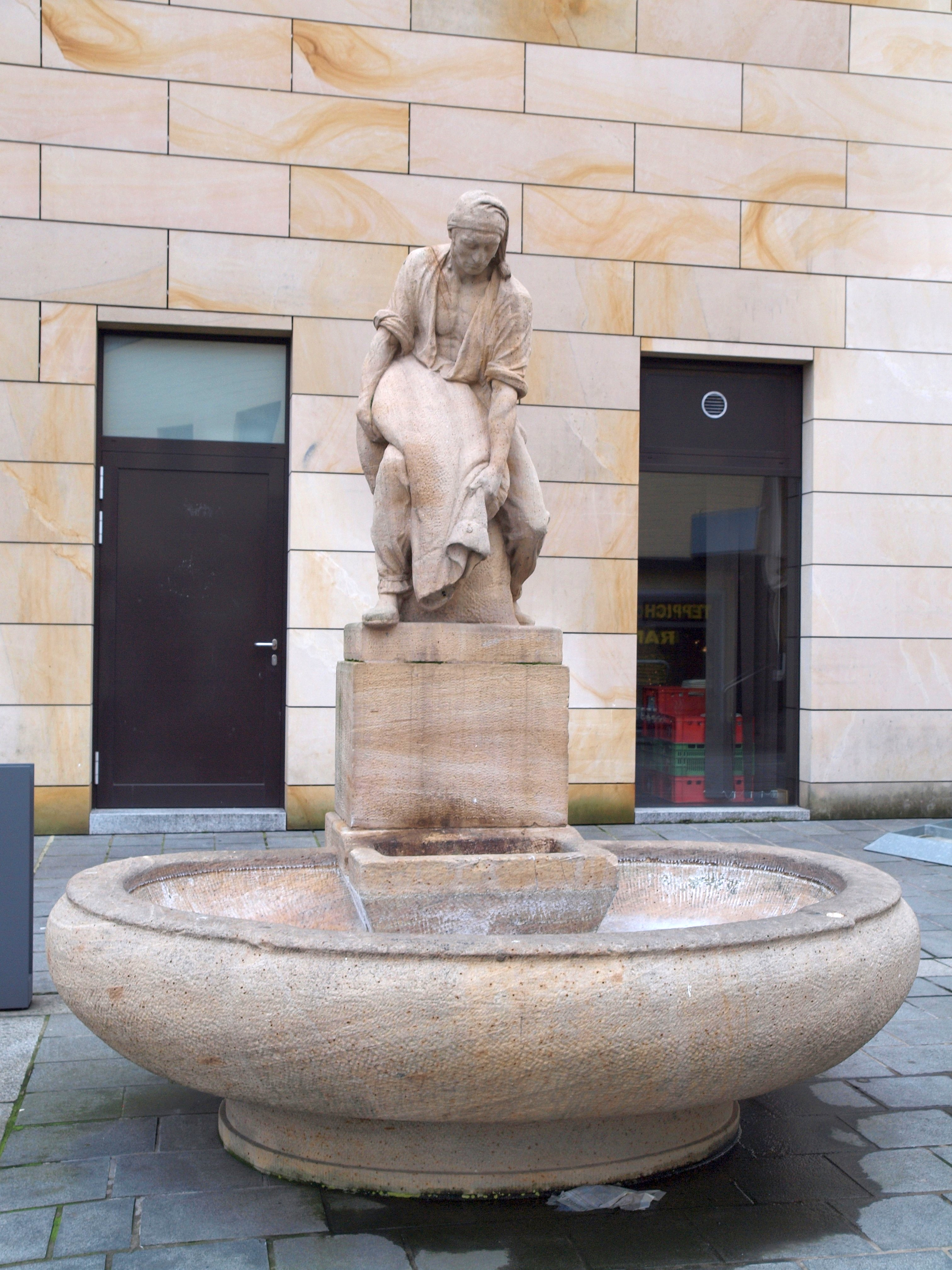
Spittelbrunnen in Kaiserslautern
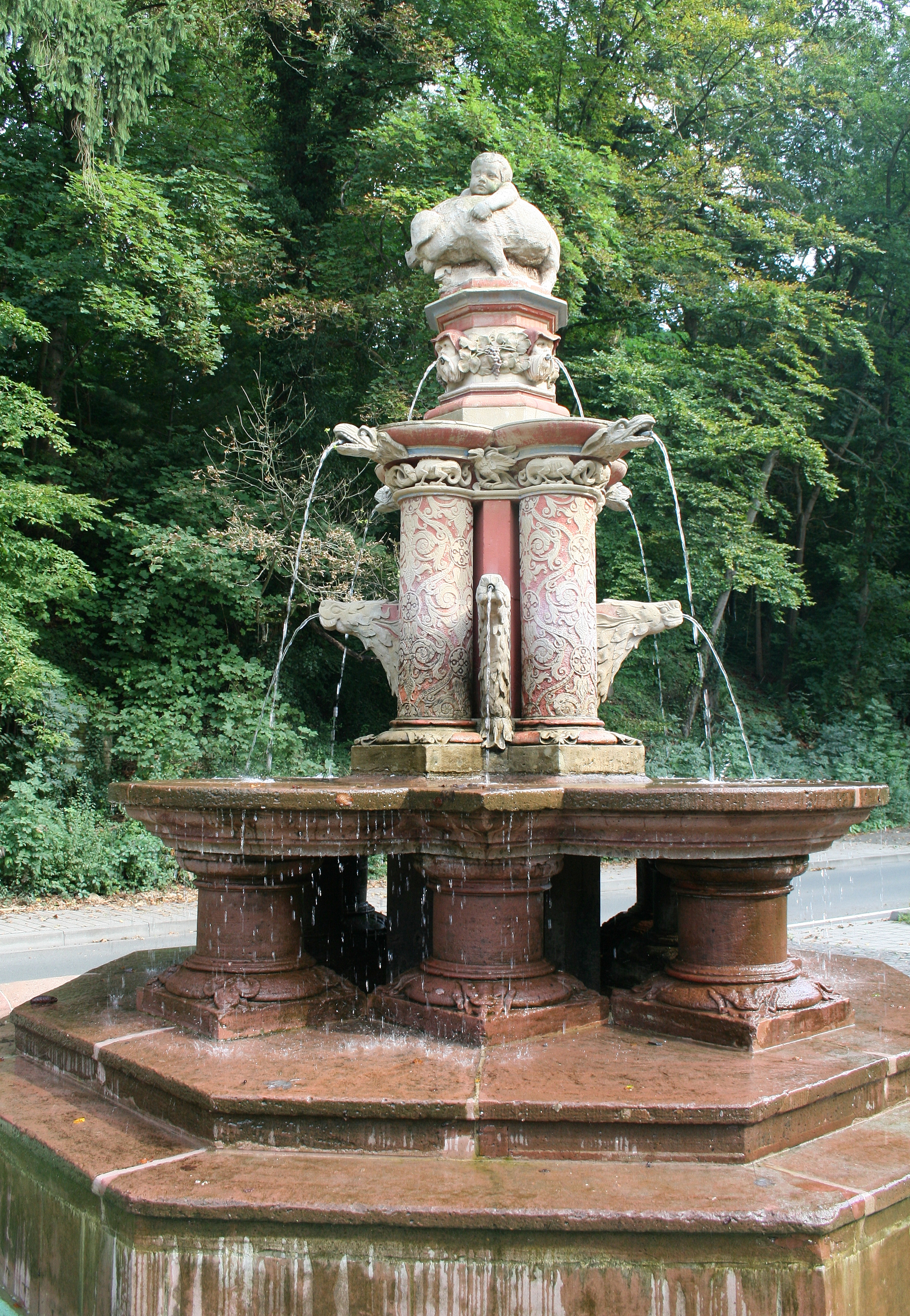
Albrechtsbrunnen in Kaiserslautern, Aufsatzfigur von Adolf Bernd
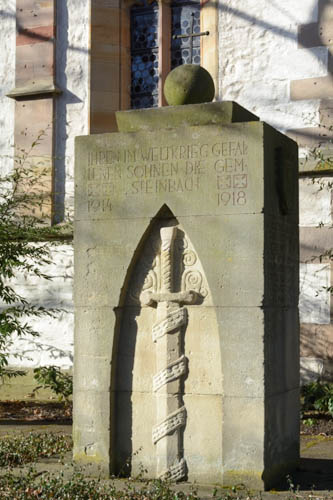
Kriegerdenkmal in Steinbach am Donnersberg
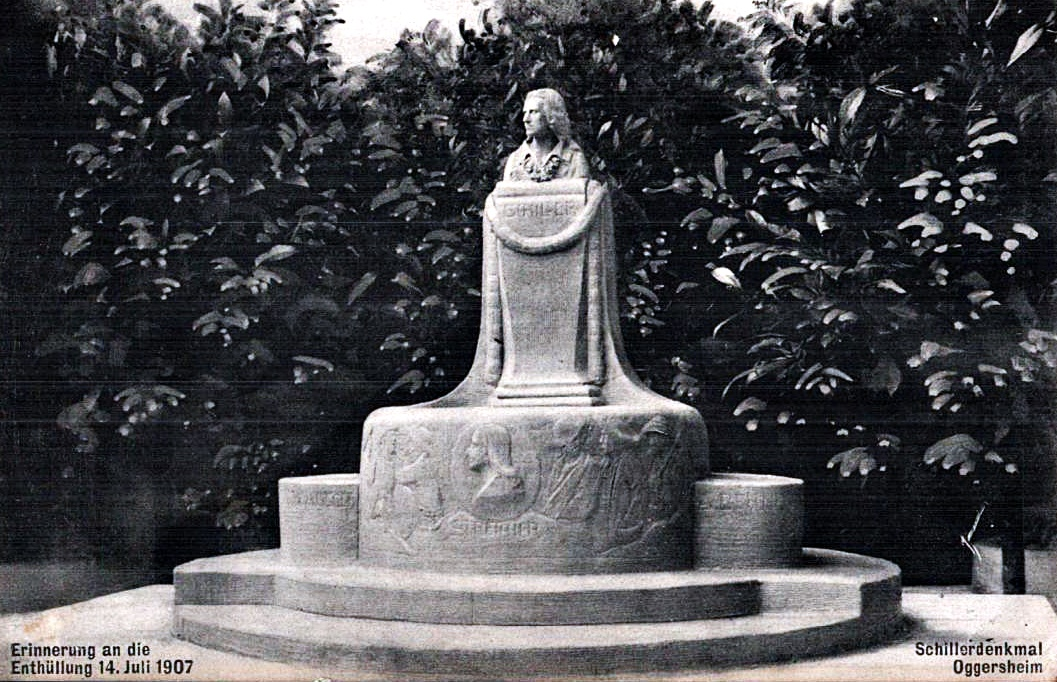
Schillerdenkmal in Oggersheim, 1907
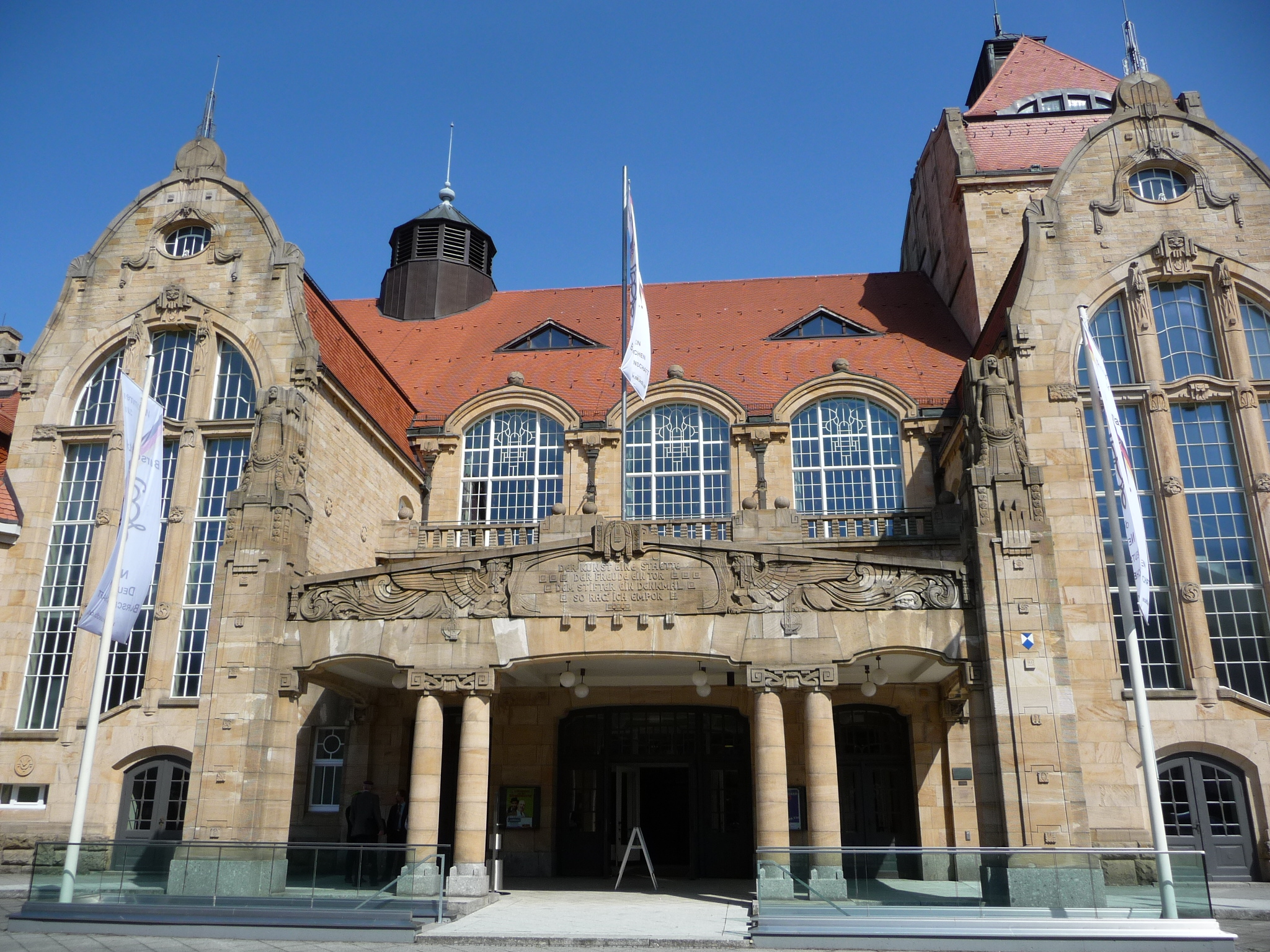
Hauptportal der Festhalle in Landau